# NGC 3822
NGC 3822 (NGC 3848) je lećasta galaktika u zviježđu Djevici. Naknadno je utvrđeno da je NGC 3848 ista galaktika.

## Vanjske poveznice
- (eng.) SEDS: NGC 3822
- (eng.) Revidirani Novi opći katalog
- (eng.) Izvangalaktička baza podataka NASA-e i IPAC-a
- (eng.) Astronomska baza podataka SIMBAD
- (eng.) VizieR